# Брненский трамвай

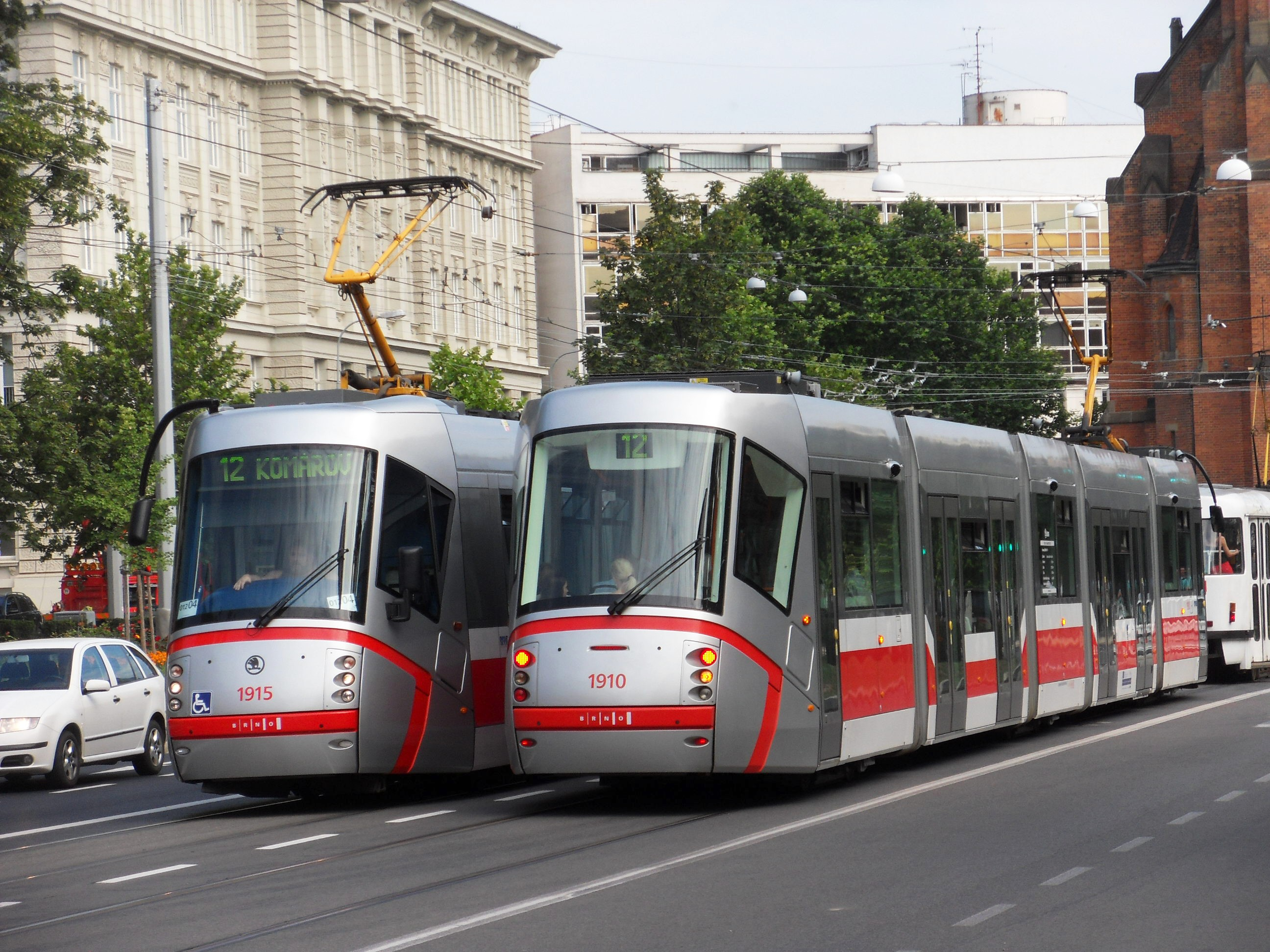
Трамваи в Брно, одна из старейших сетей в мире

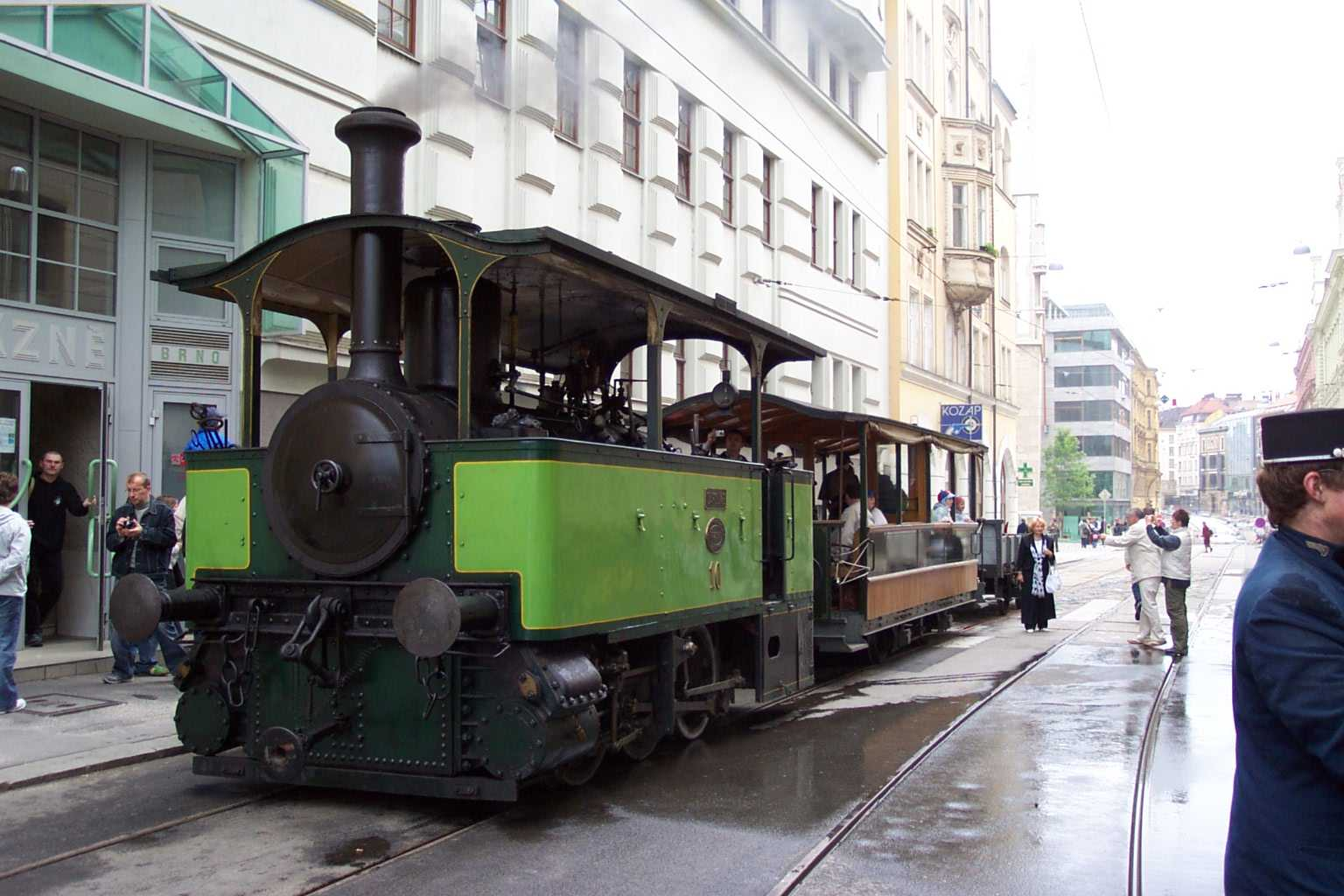
Трамвай во время июньского парада

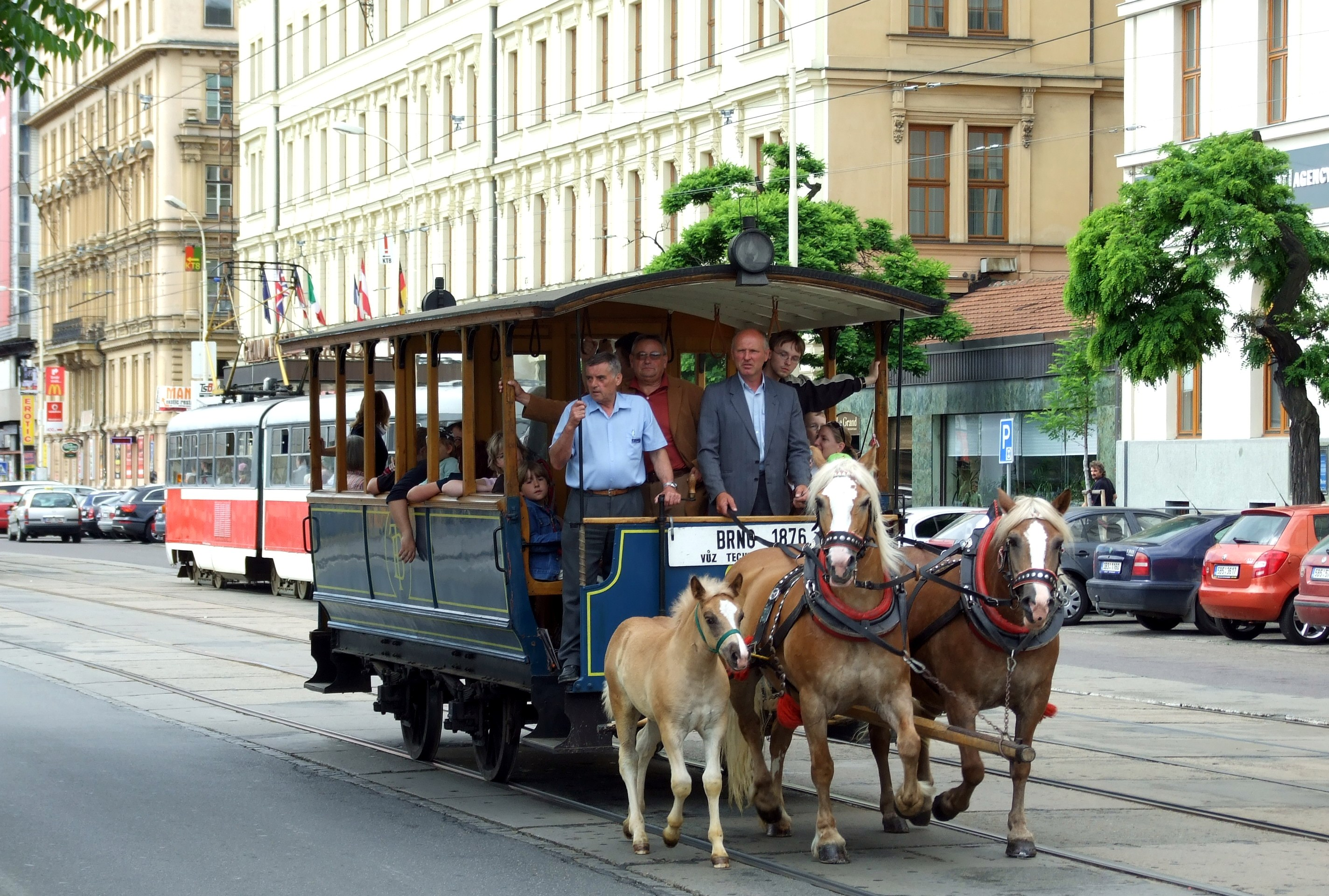
Конка во время июньского парада

Брненский трамвай (чеш. Brněnská tramvaj) — первая трамвайная сеть, введённая в эксплуатацию на территории современной Чешской Республики. Конка была открыта в 1869 году. Брно это второй самый крупный город в Чехии после Праги с трамвайной системой.
Сеть, по состоянию на июль 2021 года, насчитывает 12 маршрутов общей длительностью 139 километров (86 миль). В 2022 была открыта трамвайная линия к кампусу Масарикова университета. В данный момент идёт строительство трамвайного туннеля, параллельного улице Жабовржеска. Трамвай также соединяет город Брно с его пригородом Модржице. Эксплуатантом система является Транспортное предприятие города Брно (Dopravní podnik města Brna (DPMB)).
Местные жители называют трамвай шалина (чеш. šalina). Это название происходит от австрийского названия трамвая (нем. Elektrische Linie) или от немецкого глагола, означающего «лязгать, звенеть» (нем. schallen).

## Подвижной состав
На 2020 год.
| Изображение | Модель       | Модификации и подтипы                                       | Количество |
| ----------- | ------------ | ----------------------------------------------------------- | ---------- |
|             | Tatra T3     | Tatra T3G, Tatra T3R, Tatra T3P, Tatra T3R.EV, Tatra T3R.PV | 46         |
|             | Tatra K2     | Tatra K2R.03-P, Tatra K2P, Tatra K2T                        | 2          |
|             | Tatra KT8D5  | Tatra KT8D5R.N2,                                            | 25         |
|             | Tatra T6A5   | Tatra T6A5                                                  | 48         |
|             | Tatra KT8D5N | Tatra KT8D5N                                                | 7          |
|             | Škoda 03 T   | Škoda 03T                                                   | 17         |
|             | Tatra K3R-NT | Tatra K3R-N                                                 | 4          |
|             | Vario LF     | VarioLFR.E                                                  | 32         |
|             | Škoda 13 T   | Škoda 13T                                                   | 49         |
|             | Vario LF2    | VarioLF2R.E                                                 | 32         |
|             | EVO2         | EVO2                                                        | 26         |
|             | Škoda 45 T   | Škoda 45T                                                   | 5          |